# Rivière Cabano
Pour les articles homonymes, voir Cabano (homonymie).
La rivière Cabano en traversant les municipalités de Rivière-Bleue, Saint-Eusèbe, et le secteur de Cabano de la ville de Témiscouata-sur-le-Lac, dans la municipalité régionale de comté (MRC) de Témiscouata, dans la région administrative du Bas-Saint-Laurent, au Québec, au Canada.
La rivière Cabano se déverse sur la rive ouest du Lac Témiscouata lequel se déverse à son tour par le sud-est dans la rivière Madawaska. Cette dernière coule vers le sud-est jusqu'à la rive nord du fleuve Saint-Jean au Nouveau-Brunswick. Ce dernier coule vers le sud-est en traversant tout le Nouveau-Brunswick et se déversant sur la rive nord de la Baie de Fundy laquelle s'ouvre vers le sud-ouest sur l'océan Atlantique.
Le bassin versant de la rivière Cabano est accessible par la route 232. Tandis que la rive sud-est du Lac Long est desservie par la route 289.

## Géographie
La rivière Cabano prend sa source à l'embouchure du lac Long (longueur : 19,1 km ; altitude : 194 m), située au nord-ouest du lac. Le lac Long semble la prolongation vers l'ouest de la vallée du lac Baker (Nouveau-Brunswick). Le lac Long est situé plus ou moins en parallèle au Lac Méruimticook qui est situé au nord-est.
La rivière Cabano coule sur environ 40 km répartis selon les segments suivants :
- vers le nord, jusqu'à la limite de la municipalité de Saint-Eusèbe ;
- vers le nord-est, en formant la limite entre les municipalités de Rivière-Bleue et de  Saint-Eusèbe, jusqu'à la fin de la limite de Rivière-Bleue ;
- vers le nord-est dans Saint-Eusèbe, jusqu'au pont routier ;
- vers le nord-est, jusqu'au pont routier qui constitue la limite entre Saint-Eusèbe et le secteur de Cabano de la municipalité de Témiscouata-sur-le-Lac ;
- vers le nord-est dans le secteur de Cabano, en serpentant jusqu'au pont de la route 185 ;
- vers le nord, en passant du côté est du village de Cabano et en serpentant jusqu'à son embouchure sur la rive ouest du lac Témiscouata dans le secteur de Cabano.

## Toponymie
Le toponyme « Rivière Cabano » a été officialisé le 5 décembre 1968 à la Commission de toponymie du Québec